# إد سعيد أو ابراهيم (تاغجيجت)
إد سعيد أو إبراهيم هي إحدى مشيخات المملكة المغربية، تتبع جغرافيا لإقليم كلميم وإداريًا لتاغجيجت. يقدر عدد سكانها بـ 66 نسمة حسب الإحصاء الرسمي للسكان والسكنى لسنة 2004.